# Грайфензе
 Тази статия е за селището в Швейцария.  За езерото вижте Грайфензе (езеро).  
Грайфензе (на немски: Greifensee) е селище в северна Швейцария, част от окръг Устер на кантона Цюрих. Населението му е около 5 400 души (2016).
Разположено е на 439 метра надморска височина в Швейцарското плато, на североизточния бряг на езерото Грайфензе и на 11 километра източно от центъра на град Цюрих. Селището е известно от XII век, когато е владение на графовете на Рапершвил, а в началото на XV век е купено от общината на Цюрих. Днес в Грайфензе се намира седалището на „Метлер Толедо“, най-големият производител на кантари в света и основен работодател в селището.

## Известни личности
Родени в Грайфензе
- Йохан Якоб Бодмер (1698 – 1783), критик